# Doncaster Rovers Football Club 2015-2016
Questa pagina raccoglie i dati riguardanti il Doncaster Rovers Football Club nelle competizioni ufficiali della stagione 2015-2016.

## Stagione
La stagione 2015-2016 è stata piuttosto travagliata per la squadra di Doncaster, che non è riuscita a bissare la tranquilla salvezza raggiunta l'anno precedente. L'esonero di Paul Dickov e l'ingaggio come allenatore di Darren Ferguson, figlio di Sir Alex Ferguson, non ha evitato la retrocessione in League Two. 
Anche nelle coppe i percorsi sono stati più brevi rispetto alla stagione precedente.

## Rosa
| N. |                             | Ruolo | Calciatore            |
| -- | --------------------------- | ----- | --------------------- |
| 2  | Inghilterra (bandiera)      | D     | Mitchell Lund         |
| 3  | Francia (bandiera)          | D     | Cedric Evina          |
| 4  | Irlanda del Nord (bandiera) | D     | Luke McCullough       |
| 6  | Inghilterra (bandiera)      | D     | Andy Butler           |
| 8  | Inghilterra (bandiera)      | C     | Richard Chaplow       |
| 11 | Inghilterra (bandiera)      | A     | Andy Williams         |
| 12 | Germania (bandiera)         | P     | Thorsten Stuckmann    |
| 14 | Inghilterra (bandiera)      | A     | Nathan Tyson          |
| 15 | Francia (bandiera)          | A     | Dany N'Guessan        |
| 18 | Irlanda (bandiera)          | C     | Paul Keegan           |
| 20 | Scozia (bandiera)           | D     | Aaron Taylor-Sinclair |
| 22 | Inghilterra (bandiera)      | C     | Conor Grant           |
| 23 | Slovacchia (bandiera)       | P     | Marko Maroši          |

| N. |                        | Ruolo | Calciatore       |
| -- | ---------------------- | ----- | ---------------- |
| 26 | Inghilterra (bandiera) | C     | James Coppinger  |
| 27 | Inghilterra (bandiera) | C     | Cameron Stewart  |
| 29 | Inghilterra (bandiera) | C     | Harry Middleton  |
| 30 | Inghilterra (bandiera) | D     | Ben Askins       |
| 32 | Inghilterra (bandiera) | C     | Billy Whitehouse |
|    | Inghilterra (bandiera) | C     | Gary McSheffrey  |
|    | Scozia (bandiera)      | D     | Gary MacKenzie   |
|    | Inghilterra (bandiera) | D     | Craig Alcock     |
|    | Inghilterra (bandiera) | C     | Tommy Rowe       |
|    | Inghilterra (bandiera) | P     | Remi Matthews    |
|    | Inghilterra (bandiera) | C     | Riccardo Calder  |
|    | Inghilterra (bandiera) | A     | Alex Peterson    |